# 坊田古墳群
坊田古墳群（日语：／ Hōdenkofungun）是位於日本京都府南丹市八木町柴山的一處古墳群，其中的5座古墳為京都府指定史跡。

## 概要
古墳群位於京都府中部，八木町市中心以西的山麓，共有7座圓墳和一座方墳（部分圓墳可能是方墳）。主體部分的墓室均是橫穴式石室，其中只有在5號墳進行過考古調查。
推測古墳群建於古墳時代後期（約6世紀後半至7世紀前半）。在丹波地方南部，擁有全長達10米以上的石室的古墳屈指可數，也是當地具代表性的終末期古墳。
1987年，古墳群中的1至5號墳獲指定為京都府指定史跡。

## 一覽

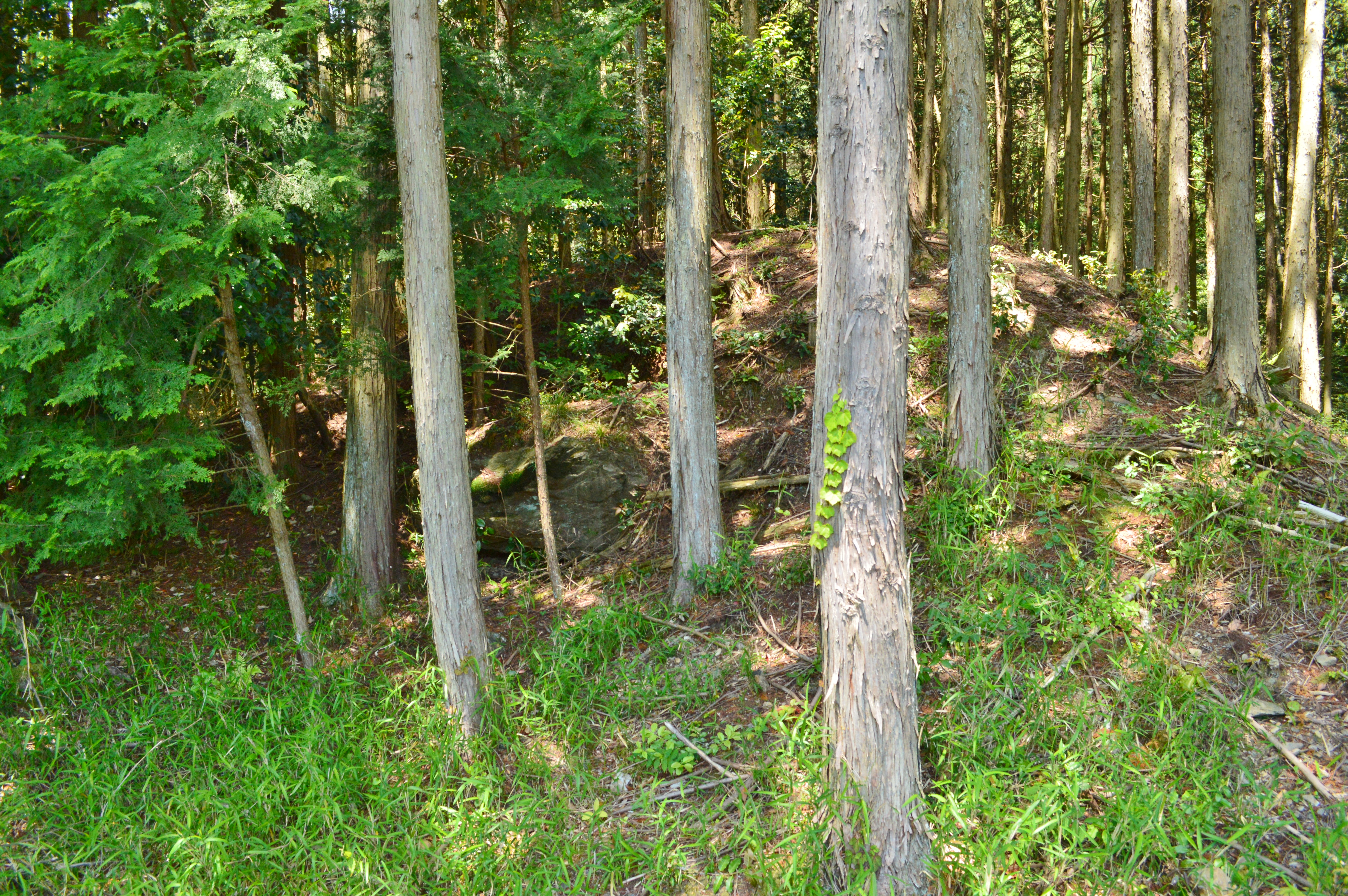
1號墳
- 墳形：方墳

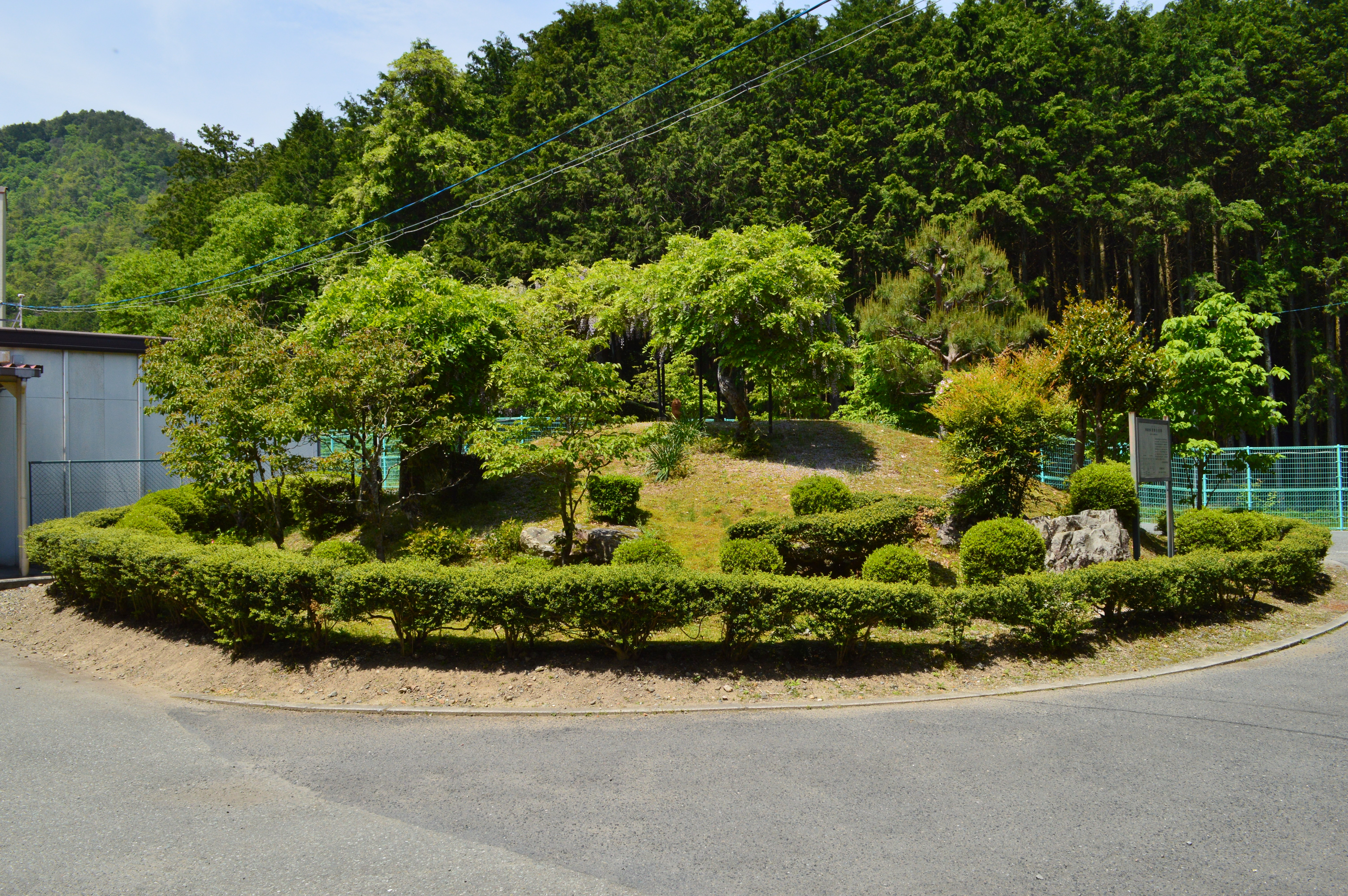
5號墳

- 規模：邊長18米、高4米
- 墓室形態：兩袖式橫穴式石室

橫穴式石室的玄室長5.8米、寬2.3米、高2米，羨道長2米、寬1.3米、高0.7米。
2號墳
- 墳形：圓墳（或方墳）
- 規模：直徑8米、高兩米
- 墓室形態：橫穴式石室

從外部可以見到橫穴式石室的天井石，詳細不明。
3號墳
- 墳形：圓墳（或方墳）
- 規模：直徑15米、高4米
- 墓室形態：片袖式橫穴式石室

橫穴式石室的玄室長3.9米、寬1.7米、高1.8米，羨道長3.8米、寬1.1米、高1.2米。
4號墳
- 墳形：圓墳
- 規模：直徑10米、高兩米
- 墓室形態：橫穴式石室

橫穴式石室呈半壞狀態。玄室長3.6米以上、寬1.2米以上、高1.2米以上。
5號墳
- 墳形：圓墳
- 規模：直徑16米、高4.5米
- 墓室形態：兩袖式橫穴式石室

位於京都府立丹波支援學校校內。1978年，京都府立丹波支援學校前身京都府立丹波養護學校的興建期間，進行了考古調查。墳丘裾部發現了積石和窄長周溝。橫穴式石室的玄室長3.8米、寬2.2米、高2.4米、羨道長6.3米、寬1.4米、高1.9米。另外，古墳出土了馬具、鐵鏃、須惠器杯蓋和高杯等等。
另外，還有6號墳（方墳）、7號墳（圓墳）和8號墳（圓墳）。

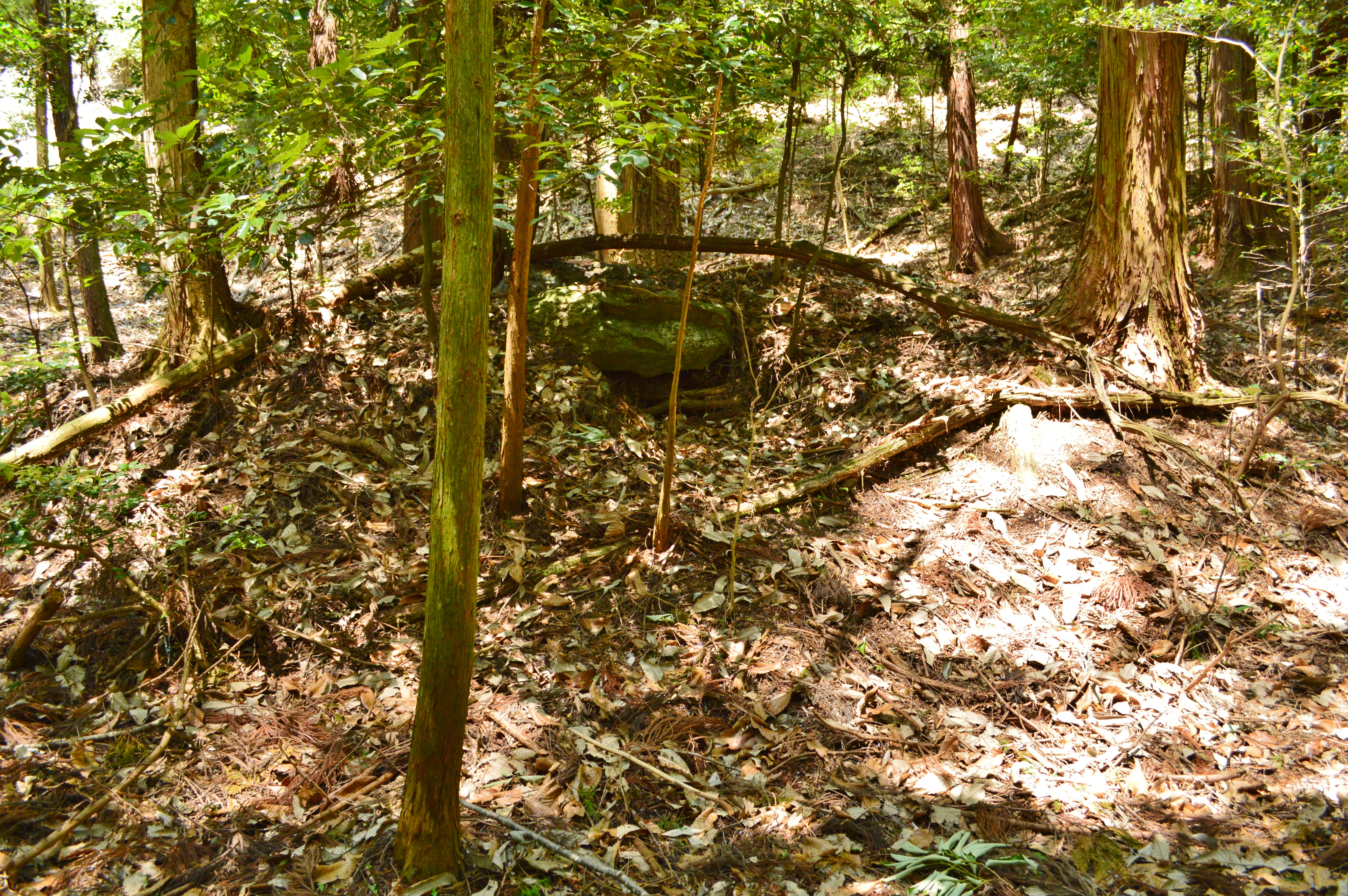
2號墳
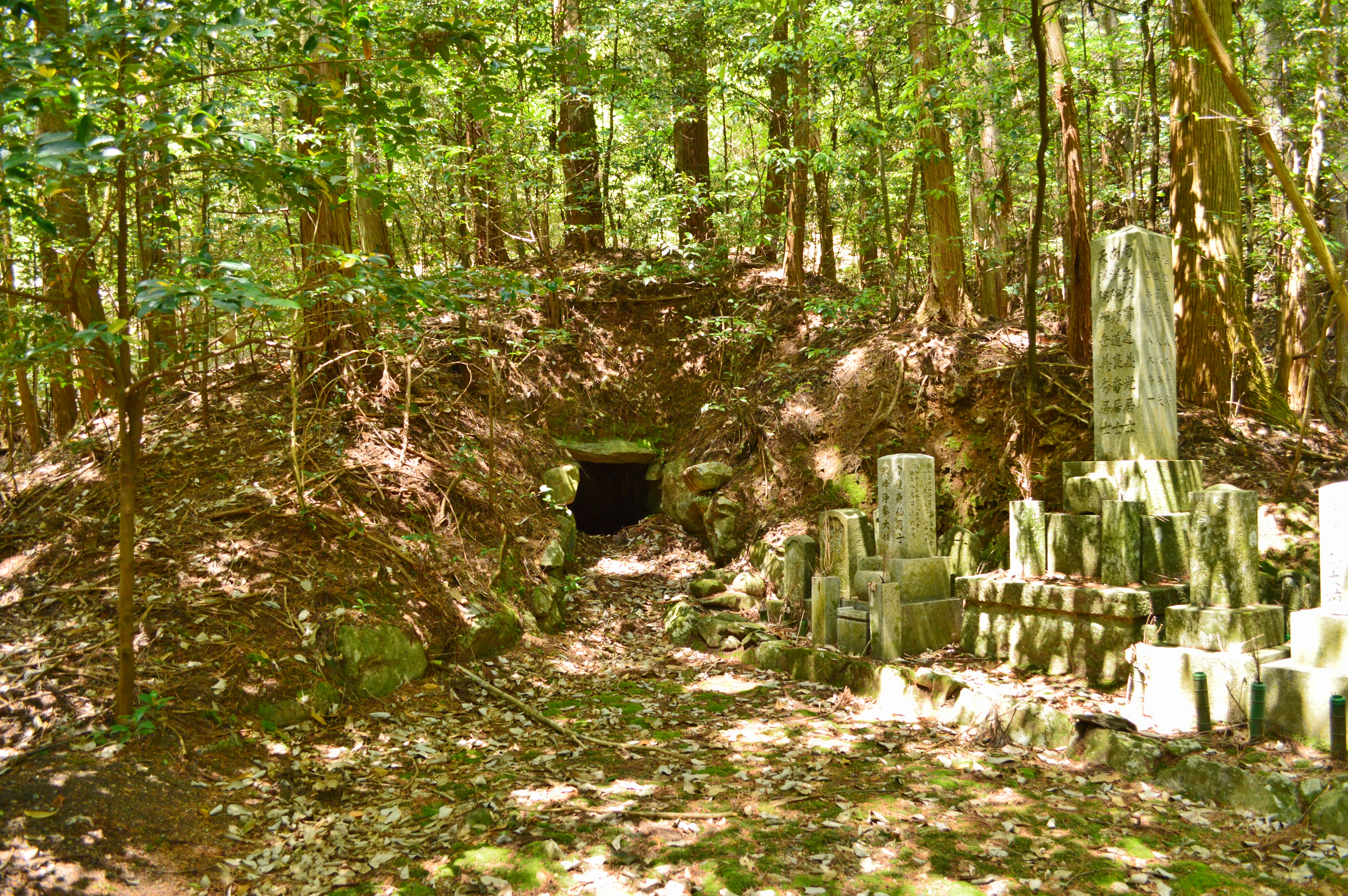
3號墳
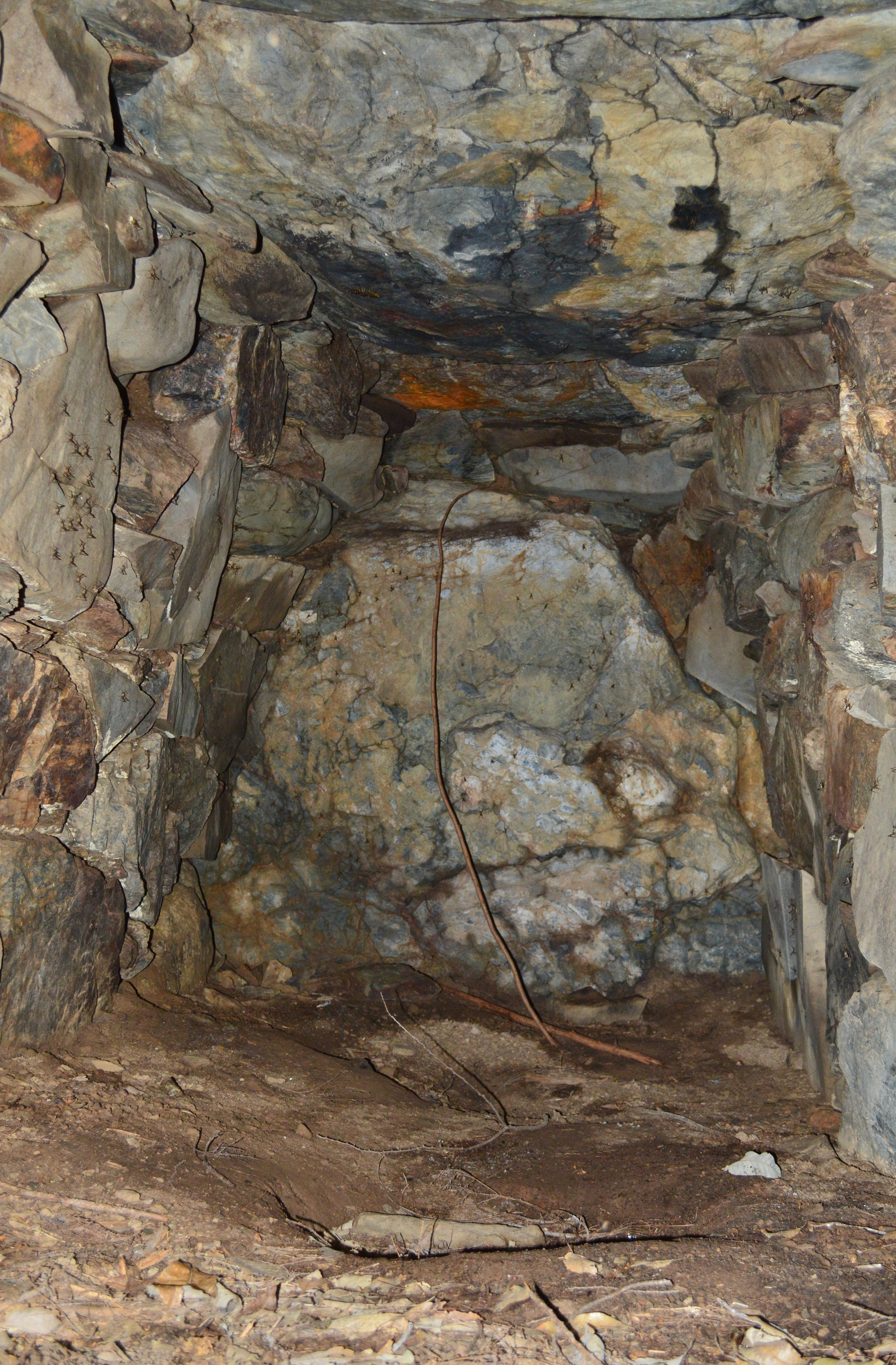
3號墳的石室內部
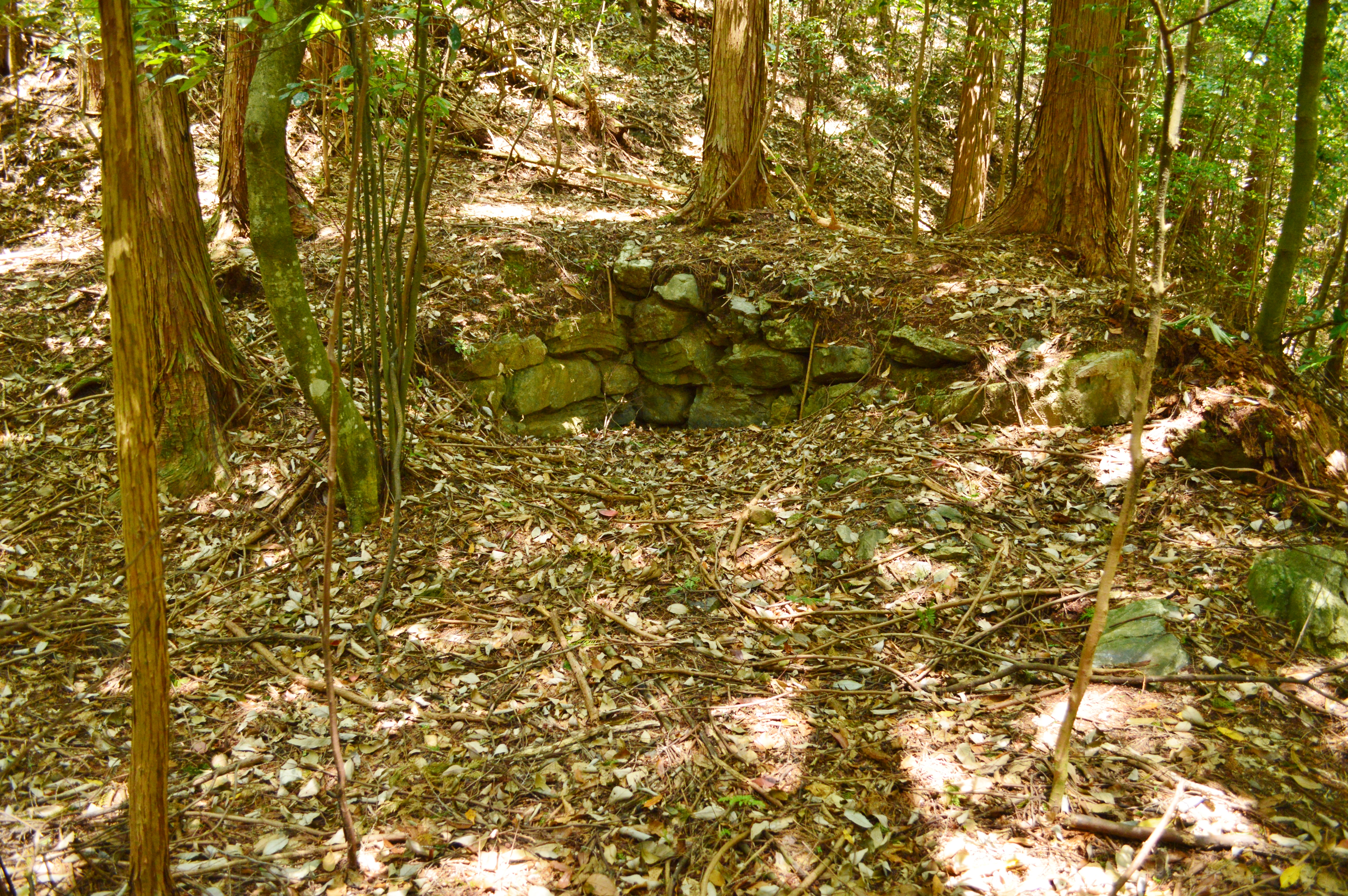
4號墳

## 文化財

### 京都府指定文化財
- 史跡
  - 坊田古墳群，1987年4月15日指定[4][5]。